# Riu Salvatge
Riu Salvatge (títol original en anglès: Wild River) és una pel·lícula dels Estats Units d'Elia Kazan estrenada el 1960. Ha estat doblada al català.

## Argument[2]
Durant el New Deal, Chuck Glover (Montgomery Clift) és enviat al sud dels Estats Units a compte de la Tennessee Valley Authority, organisme d'Estat encarregat de la construcció d'una presa al riu riu Tennessee, amb l'objectiu de posar un dic a les seves crescudes devastadores. Chuck té com a missió obtenir dels habitants que acceptin anar-se de les zones destinades a ser inundades pels treballs. A la seva arribada, no queda més que una illa els habitants de la qual refusen l'expropiació. Verdadera mestressa del lloc, Ella Garth (Jo Van Fleet), es revelarà de pressa un adversari de pes per la seva obstinació forassenyada a quedar-se a les seves terres. Silenciosa, la seva filla Carole (Lee Remick) atreu la mirada de Chuck ...

## Repartiment
- Montgomery Clift: Chuck Glover
- Lee Remick: Carol Garth Baldwin
- Jo Van Fleet: Ella Garth
- Jay C. Flippen: Hamilton Garth
- James Westerfield: Cal Garth
- Barbara Loden: Betty Jackson
- Frank Overton: Walter Clark
- Malcolm Atterbury: Sy Moore
- Robert Earl Jones (no surt als crèdits): Sam Johnson

## Al voltant de la pel·lícula
L'últim pla de la pel·lícula ens ensenya la presa acabada. Es tracta de fet de la presa Hoover, que no depenia de la Tennessee Valley Authority, ja que és construït al riu Colorado.

## Premis i nominacions
Nominacions
- 1960: Os d'Or